# محمد نبو
محمد نبو ولد في سنة 1961م في ولاية الجزائر وهو سياسي جزائري ينتمي إلى حزب جبهة القوى الاشتراكية.

## التكوين
وُلد محمد نبو في سنة 1961م في بلدية بوزريعة (دائرة بوزريعة) بولاية الجزائر.
وقبل تقاعده، كان إطارا ساميا في الشركة الجزائرية للتأمينات.
كما كان عضوا في المجلس الوطني للتأمينات.

## النضال السياسي

### النشاط البلدي
انخرط محمد نبو في جبهة القوى الاشتراكية خلال سنة 1989م.
وبما أنه من مواليد ولاية الجزائر، فإنه كان يبلغ سن 53 عاما عند التحاقه بجبهة القوى الاشتراكية بعد أحداث 5 أكتوبر 1988م في الجزائر.
وقد كان اختياره لجبهة القوى الاشتراكية مشفوعا بتوجهه الفكري وبرنامجه الوطني، إضافة إلى مكانة الزعيم الثوري حسين آيت أحمد والمناضل من أجل الحريات والديمقراطية في الجزائر.
وبسبب التزامه النضالي، فإن محمد نبو قد شغل، من سنة 1989م وخلال سنوات التسعينات، منصب منسق للحزب وأمين أول لقسمة جبهة القوى الاشتراكية في بوزريعة.
وقد تم انتخاب محمد نبو ثلاث مرات متواليات كعضو في المجلس الشعبي البلدي لبوزريعة ضمن قائمة الأفافاس.

### النشاط الولائي
تم ترقية محمد نبو في سنة 2004م إلى منصب الأمين الأول لحزب الأفافاس في فيديرالية الجزائر.
ثم تم انتخابه على قائمة الأفافاس في سنة 2012م ليشغل منصب النائب الأول لرئيس المجلس الشعبي الولائي في الجزائر العاصمة.

### النشاط الوطني
تم تعيين محمد نبو خلال سنتي 2005م و2006م من طرف الأفافاس كأمين وطني مكلف بتنظيم وتطوير الحزب.
وما بين سنتي 2009م و2011م، تم تعيينه كأمين وطني مكلف بمتابعة الفدراليات الولائية، كما أعيد تكليفه بنفس الأمانة بعد المؤتمر الخامس للحزب في سنة 2013م من طرف الهيئة الرئاسية المنبثقة من أشغال المؤتمر، وذلك إلى غاية تعيينه كأمين وطني أول للأفافاس في سنة 2014م.
وقد تم انتخابه ثلاث مرات في المجلس الوطني للأفافاس، وكعضو في لجنة الوساطة وتسوية المنازعات، إضافة إلى كونه نائب رئيس لجنة تحضير المؤتمر الخامس للحزب.
كما كان أمينا وطنيا مكلفا بمتابعة الفدراليات الولائية من 2010م إلى غاية 2014م.
وكانت الهيئة الرئاسية للأفافاس قد عينته كأمين وطني أول للحزب ابتداء من 9 أوت 2014م إلى غاية 20 ماي 2016م · .
أثناء الانتخابات التشريعية الجزائرية 2012، تم تعيين محمد نبو كنائب عن جبهة القوى الاشتراكية في المجلس الشعبي الوطني الجزائري عن ولاية الجزائر.

## إشارات مرجعية
1. ↑  libre-algerie.com -&nbspThis website is for sale! -&nbsplibre-algerie Resources and Information نسخة محفوظة 09 أكتوبر 2016 على موقع واي باك مشين.
2. ↑  FFS: Mohamed Nebbou nouveau 1er secrétaire national | ChoufChouf نسخة محفوظة 09 أكتوبر 2016 على موقع واي باك مشين.
3. ↑  Accueil - Assural نسخة محفوظة 17 يوليو 2017 على موقع واي باك مشين.
4. ↑  Mohamed Nebbou : "Notre projet n’est pas de partager le gâteau mais de revenir au peuple" نسخة محفوظة 03 يناير 2015 على موقع واي باك مشين.
5. ↑  Mohammed Nebbou nouveau premier secrétaire - La Dépêche de Kabylie نسخة محفوظة 15 سبتمبر 2016 على موقع واي باك مشين.
6. ↑  Mohammed Nebbou, nouveau Premier secrétaire du FFS | TSA-Algérie نسخة محفوظة 11 سبتمبر 2016 على موقع واي باك مشين.
7. ↑  Mohamed Nebbou remplace Ahmed Betatache : Toute l'actualité sur liberte-algerie.com نسخة محفوظة 16 سبتمبر 2016 على موقع واي باك مشين.
8. 1 2  Le Midi Libre - evénement - Fin de règne pour Mohamed Nebbou نسخة محفوظة 11 سبتمبر 2016 على موقع واي باك مشين.
9. ↑  FFS: Mohamed Nebbou élu premier secrétaire fédéral d’Alger · Algérie-Politique نسخة محفوظة 21 سبتمبر 2016 على موقع واي باك مشين.
10. ↑  Mohamed Nebbou remplace Ahmed Bettatache à la tete du FFS نسخة محفوظة 14 سبتمبر 2016 على موقع واي باك مشين.
11. ↑  VITAMINEDZ - Source d'énergie locale نسخة محفوظة 15 سبتمبر 2016 على موقع واي باك مشين.
12. ↑  Djazairess : Mohamed Nebbou , nouveau premier secrétaire نسخة محفوظة 15 سبتمبر 2016 على موقع واي باك مشين.
13. ↑  http://www.algeriepatriotique.com/fr/article/abdelmalek-bouchafa-remplace-mohamed-nebbou-%C3%A0-la-t%C3%AAte-du-ffs%5Bوصلة+مكسورة%5D
14. ↑  Il remplace Ahmed Betatache: Mohamed Nebbou nouveau 1er secrétaire national du FFS نسخة محفوظة 11 سبتمبر 2016 على موقع واي باك مشين.
15. ↑  Abdelmalek Bouchafa remplace Mohamed Nebbou: Toute l'actualité sur liberte-algerie.com نسخة محفوظة 16 سبتمبر 2016 على موقع واي باك مشين.

### مواضيع ذات صلة
- قائمة نواب ولاية الجزائر
- جبهة القوى الاشتراكية
- قائمة أعلام الجزائريين
- حسين آيت أحمد
- علي مسيلي
- لخضر بورقعة
- مصطفى بوشاشي
- محند أمقران شريفي
- علي لعسكري
- رشيد حالت
- عزيز بلول
- سعيدة إيشالامان
- نورة محيوت
- حياة مزياني
- أحمد جداعي
- كريم طابو

### فيديوهات
- برنامج بوضوح : في ضيافة محمد نبو الآمين الوطني لحزب جبهة القوى الاشتراكية (الجزء 1) على يوتيوب.
- برنامج بوضوح : في ضيافة محمد نبو الآمين الوطني لحزب جبهة القوى الاشتراكية (الجزء 2) على يوتيوب.
- مائدة مستديرة لجبهة القوى الاشتراكية حول التنمية المحلية على يوتيوب.